# Іоанн Комнін Ватац
Іоанн Комнін Ватац (бл. 1132 — 16 травня 1182) — військовий діяч Візантійської імперії.

## Життєпис
Походив з роду Ватаців. Син Феодора Ватаца, себастогипертата, та Євдокії Комнін (доньки імператора Іоанна II). Народився приблизно 1132 року в Константинополі. Розпочав військову службу під орудою батька наприкінці 1140-х років. Згодом брав участь у військових походах проти сельджуків та угорців.
Уперше дістав самостійне командування у 1176 році. З власним підрозділом розташовувався у Віфінії. В цей час війська Румського султанату на чолі з еміром Атапаком вдерлися до долини річки Меандр, яку пограбували. Ватац рушив їм назустріч, перехопивши навантажених пограбованим сельджукських вояків уже на території султанату. У битві біля Меандру, неподалік сіл Гіеліона та Лимохира відбулася битва, в якій сельджуки зазнали нищівної поразки. Слідом за цим Іоанн комнін Ватац очистив від супротивника усе узбережжя Меандру. 1177 року призначається великим доместіком з титулом протосфатарій. Йому було доручено протистояти нападам турменів (кочових тюрків) та спробам емірів з Руму вдертися на територію імперії.
На момент смерті імператора Мануїла I обіймав також посаду дуки феми Фракія. Окрім військових справ, Ватац займався розбудовою адміністративної центру феми — Адріанополя. Завдяки вправним діям Іоанна Комніна Ватаца вдавалося захистити кордони імперії від супротивника, особливо сельджуків. У 1181 році з початком заколоту Андроніка Комніна зберіг вірність імператорові Олексію II. Невдовзі після захоплення Константинополя Андроніком Ватац виступив проти нього з військом. Натомість проти нього було відправлено армію на чолі із Андроніком Лапардом. Іоанн Ватац у битві при Філадельфії завдав супротивникові нищівної поразки. Втім, через декілька днів помер від хвороби.
В результаті повстання було швидко придушено. Сини Ватаца втекли до Румського султанату, а звідти спробували дістатися Сицилії, але були спіймані на Криті та засліплені за наказом Андроніка Комніна.

## Родина
Дружина — Марія дукена.
Діти:
- Олексій (д/н — після 1182)
- Мануїл (д/н — після 1182)